# Olive Garden
Olive Garden é uma cadeia de restaurantes especializada em culinária italiana. Possui mais de 800 unidades e é a maior rede de comida italiana dos Estados Unidos. É controlada pela holding Darden Restaurants Inc. globalmente, exceto no Brasil, Colômbia, Panamá e República Dominicana onde desde 2013 os direitos de franchising foram cedidos para a International Meal Company.